# Stella Corvalán
Stella Corvalán Vega (Talca, 25 de noviembre de 1910 - Santiago, 21 de agosto de 1994) fue una escritora chilena que cultivó principalmente la poesía, adscribiéndose a una postura estética cercana al surrealismo. 
Es incluida junto a Homero Arce, María E. Piwonka y Mila Oyarzún, entre otros, en un grupo de escritores cercanos a la Generación del 38.

## Biografía
Creció en el barrio La Merced de Talca, terminó la enseñanza secundaria en el Liceo Fiscal de Talca (hoy Liceo de Niñas) y la superior en Santiago, en la Escuela de Derecho de la Universidad de Chile, de la que egresó pero nunca ejerció la profesión de abogada.
Publicado en 1940 en Buenos Aires, su primer poemario, Sombra en el aire, tuvo buena acogida; así, el escritor y crítico literario Carlos René Correa «destaca con signos de original categoría, de fuerza expresiva y de verdadera hondura». y el argentino Roberto Fernando Giusti escribió su carta-prólogo al libro: “Los versos le vuelan de los labios, se le escapan de las manos naturalmente, prolongaciones de su ser íntimo”. Su trabajo poético «se caracteriza por la capacidad de evocación de lo ausente, y la capacidad por organizar en sus textos lo que políticamente se denomina "lo femenino", es decir, el mundo de las emociones, la intuición, la sensibilidad anudada a una inteligencia de dichas emociones».
Vivió muchos años en el extranjero; fue publicada y reconocida en diversos países de América Latina y Europa, prologada por intelectuales de renombre como Francis de Miomandre, Pío Baroja y Giovanni Papini, ilustrada por la neerlandesa Agnes van den Brandeler (Sinfonía del viento, Sinfomía de la angustia, La luna rota) y homenajeada por escritores como la uruguaya Juana de Ibarbourou en el poema A Stella Corvalán.
Se la incluye en el grupo de poetas que en algún momento participó en la tertulia literaria femenina Versos con faldas  celebrada en Madrid entre 1951 y 1953.
La Municipalidad de Talca, a partir de 2004, otorga anualmente —alternando el cuento y la poesía— el Premio Stella Corvalán.
El 26 de septiembre de 2022, una cantidad de escritos inéditos, dibujos y fotografías fueron encontrados enterrados en los terrenos de una escuela en la comuna de La Florida, Santiago de Chile. El Centro de Documentación Patrimonial de la Universidad de Talca se haría cargo de su estudio y conservación.
En diciembre de 2023 se publicó el primer tomo de sus obras completas con el título de "Diáfana Luz Impalpable" (Espacio Sol Ediciones), bajo la coordinación de la poeta Daniela Sol. El año 2024 se publica el segundo tomo, al cuidado de la misma editorial. Estos tomos fueron entregados de manera gratuita a las bibliotecas públicas del Maule, además de colegios, centros culturales y sociales que lo han solicitado a la editorial.
En 2025 se constituye formalmente la Fundación Stella Corvalán, que busca estudiar, reivindicar y difundir la figura y obra de la Poeta.

## Poemarios
- Sombra en el aire, Ateneo, Buenos Aires, 1940
- Palabras, Imp. Universitaria, Santiago, 1943
- Rostros del mar, Imp. Gaceta Comercial, Montevideo, 1947
- Alma, Imo. Diana, Valencia, 1948
- Geografía azul, Escuela Nacional de Artes Gráficas, Santiago, 1948
- Amphion, Imp. Gaceta Comercial, Montevideo 1949
- Responso de mi sangre, Artes Gráficas, Santiago, 1950
- Sinfonía del viento, con carta-prólogo de Pío Baroja e ilustrada con 50 láminas de Agnes van den Brandeler; ed. Ínsula, Madrid, 1951
- Carnet de horizontes, Madrid 1953
- Memoria vegetal, Madrid 1954
- Sinfonía de la angustia, con ilustraciones de Agnes van den Brandeler; Imprenta Talleres Gráfico Minerva, Madrid, 1955
- La luna rota. Memorias de mi infancia, con ilustraciones de Agnes van den Brandeler; Imprenta Talleres Gráfico Minerva, Madrid, 1957
- Humanidad, Madrid 1957
- 10 obras, Gráficas Sánchez, 1958. Contiene los poemarios Sombra en el aire; Palabras; Rostros del mar; Alma; Geografía azul; Amphion; Responso de mi sangre; Carnet de horizontes; Memoria vegetal; Humanidad
- Diáfana Luz Impalpable, Obra Reunida Tomo  I, 2023. Espacio Sol Ediciones (Talca). Contiene los poemarios: Palabras, Alma, Amphión, Responso de mi Sangre y Sinfonía del Viento. Ejemplares gratuitos para instituciones educativas y culturales. Prohibida su venta.
- Diáfana Luz Impalpable, Obra Reunida Tomo II, 2024. Espacio Sol Ediciones (Talca). Contiene los poemarios: Geografía Azul, Rostros del Mar, La Luna Rota y Sinfonía de la Angustia. Ejemplares gratuitos para instituciones educativas y culturales. Prohibida su venta.